# 黑鞑靼
黑鞑靼是中国宋朝、金朝时代对漠北操突厥语和蒙古语的诸部之称呼，又称生鞑靼，与漠南的白鞑靼（或熟鞑靼，即汪古部）相对。这些称谓其实是当时汉人依据这些部族汉化程度的高低来划分的。离汉地近、汉化程度较深的被称为“白鞑靼”或“熟鞑靼”；离汉地远、受汉族影响较少、保持游牧民族文化较多的部族则称为“黑鞑靼”或“生鞑靼”。属于泛称而非民族学意义上单一的种族，范围上与辽代所称的“阻卜”重合。南宋人著有《黑韃事略》以描述成吉思汗时代的蒙古。
今伊朗境内的一个突厥语部落也称为喀喇塔塔尔（Qarā Tātār），一种说法是他们源于蒙古高原的克烈部，而其他人认为他们是来自中亚的突厥人。